# Ante Granik
Ante Granik (Sarajevo, 1944. – Šibenik, 27. kolovoza 2022.), hrvatski televizijski novinar,  urednik i redatelj te ratni izvjestitelj.

## Životopis
Rođen je za Drugoga svjetskog rata, na Ali-pašinom mostu u Sarajevu, na putu iz Makarske prema Zagreb. Filmsku režiju studirao je u Pragu.
Bio je scenarist i redatelj Dječjega, Obrazovnoga i Dokumentarno–feljtonističkoga programa Televizije Zagreb (1966. − 1980.) te redatelj i novinar Informativnoga programa (1980. − 1990.).
U Šibeniku 1990. osniva i postaje prvim urednikom dopisništva HRT–a. Za Domovinskoga rata bio je ratnim izvjestiteljem sa šibenskoga područja. 
Dobitnik je Zlatnoga pera (1988.) i Nagrade »Marija Jurić Zagorka« (1998., za televizijski komentar „Šibeniče, ti si stina!”) Hrvatskoga novinarskoga društva, te Godišnje nagrade HRT–a (1993.), koju je pod njegovim uredničkim vodstvom dobilo šibensko doposništvo HRT–a i "Plakete grada Šibenika" 2011. godine.

## Vanjske poveznice
- Leksikon Hrvatske radiotelevizije ⇒ G: Granik, Ante
- www.mok.hr – Šibenik News: In memoriam Ante Granik
- www.sibenski.slobodnadalmacija.hr – Branimir Periša: »U 79. godini preminuo je Ante Granik, veliki novinar, tv reporter i osnivač šibenskog dopisništva HTV-a«